# Вяра Салплиева-Станева
Вяра Салпилева—Станева е българска драматична и оперетна актриса.

## Биография и творчество
Родена на 28 септември 1903 г. в София. През 1911 г. започва да играе като драматична актриса в Свободния театър. Дебютира в оперетата с „Корневилските камбани“. Следват ролята на Кристел от „Дъщерята на лесничея“, Коджа Гюл от „Розата на Стамбул“ на Лео Фал, Силва от „Царицата на чардаша“, Одет от „Баядерка“, и др. През 1922 г. започва работа в Кооперативния театър.
През 1922 г. се снима във филма „Момина скала“.
Съпруга на актьора Иван Станев. Играе във филма „Изпити по никое време“. /1974 година/

## Филмография
- Изпити по никое време (1974), 2 новели - другарката Иванова в (1-ва: „Изкушение“)
- Момина скала (1922)